# Бергер, Тобиас
Тобиас Бергер (нем. Tobias Berger; родился 2 ноября 2001 года, Шварцах-им-Понгау, Австрия) — австрийский футболист, играет на позиции защитника. С 2020 года выступает за футбольный клуб «Аустрия Лустенау».

## Карьера
Начал карьеру в австрийском клубе «Дорфгастайн», после чего в 2012 году перешел в «Бад-Хофгастайн». С января 2015 начал играть в академии «Зальцбурга». Во Второй лиге дебютировал 29 мая 2019 года, за фарм-клуб «Лиферинг». В середине августа того же года получил травму и пропустил 2 месяца, до конца года сыграл 4 матча.
7 января 2020 года подписал контракт с клубом «Аустрия Лустенау». В конце января получил травму и пропустил около 4 месяцев. Из-за это дебютировал только 10 июня, в матче против «Юниорс».
В 2022 году вместе с «Аустрия Лустенау» вышел в Бундеслигу. Свой первый матч в высшем дивизионе Австрии сыграл 24 июля против команды «Тироль»

### Сборная
Выступал в сборной Австрии различных возрастов. Принимал участие в матчах сборной до 17 лет, до 18 лет и до 19 лет.

## Статистика
| Выступление      | Выступление      | Выступление      | Лига | Лига | Кубок | Кубок | Итого | Итого |
| Клуб             | Лига             | Сезон            | Игры | Голы | Игры  | Голы  | Игры  | Голы  |
| ---------------- | ---------------- | ---------------- | ---- | ---- | ----- | ----- | ----- | ----- |
| Лиферинг         | Вторая лига      | 2018/19          | 2    | 0    | —     | —     | 2     | 0     |
| Лиферинг         | Вторая лига      | 2019/20          | 4    | 0    | —     | —     | 4     | 0     |
| Лиферинг         | Итого            | Итого            | 6    | 0    | —     | —     | 6     | 0     |
| Аустрия Лустенау | Вторая лига      | 2019/20          | 7    | 1    | —     | —     | 7     | 1     |
| Аустрия Лустенау | Вторая лига      | 2020/21          | 12   | 0    | —     | —     | 12    | 0     |
| Аустрия Лустенау | Вторая лига      | 2021/22          | 22   | 0    | 2     | 0     | 24    | 0     |
| Аустрия Лустенау | Бундеслига       | 2022/23          | 21   | 1    | 2     | 0     | 23    | 1     |
| Аустрия Лустенау | Итого            | Итого            | 62   | 2    | 4     | 0     | 66    | 2     |
| Всего за карьеру | Всего за карьеру | Всего за карьеру | 68   | 2    | 4     | 0     | 72    | 2     |

## Достижения
Согласно:
- «Аустрия Лустенау»
  - Чемпион Второй лиги (1): 2021/22